# Andrej
Andrey, Andrej eller Andrei (kyrillisk: Андрей , Андреј eller Андрэй). 
- Andrej Tjikatilo, russisk forbryder
- Andrej Gromyko, hviterussisk politiker
- Andrei Rublev
- Andrej Sakharov, russisk atomfysiker († 1989)
- Andrej Tarkovskij, russisk filminstruktør
- Andrey Vyshinsky, ukrainsk politiker